# سهره زمینی بزرگ
سهره زمینی بزرگ (نام علمی: Geospiza magnirostris) نام یک گونه از سرده سهره‌های زمینی است.